# Campionat d'Europa d'atletisme de 1971
El Campionat d'Europa d'atletisme de 1971 fou la desena edició del Campionat d'Europa d'atletisme organitzat sota la supervisió de l'Associació Europea d'Atletisme. La competició es dugué a terme entre els dies 10 i 15 d'agost de 1971 a l'Estadi Olímpic de Hèlsinki (Finlàndia).

## Medallistes

### Categoria masculina
| Prova                   | Or                                                                              | Or       | Plata                                                                     | Plata    | Bronze                                                                       | Bronze   |
| 100 metres              | Valeri Borzov · Unió Soviètica                                                  | 10.26    | Gerhard Wucherer · RFA                                                    | 10.48    | Vasilis Papageorgopoulos · Grècia                                            | 10.56    |
| 200 metres              | Valeri Borzov · Unió Soviètica                                                  | 20.30    | Franz-Peter Hofmeister · RFA                                              | 20.71    | Jörg Pfeifer · RDA                                                           | 20.72    |
| 400 metres              | David Jenkins · Regne Unit                                                      | 45.45    | Marcello Fiasconaro · Itàlia                                              | 45.49    | Jan Werner · Polònia                                                         | 45.56    |
| 800 metres              | Yevhen Arzhanov · Unió Soviètica                                                | 1:45.60  | Dieter Fromm · RDA                                                        | 1:46.00  | Andy Carter · Regne Unit                                                     | 1:46.20  |
| 1500 metres             | Francesco Arese · Itàlia                                                        | 3:38.40  | Henryk Szordykowski · Polònia                                             | 3:38.70  | Brendan Foster · Regne Unit                                                  | 3:39.20  |
| 5000 metres             | Juha Väätäinen · Finlàndia                                                      | 13:32.60 | Jean Wadoux · França                                                      | 13:33.60 | Harald Norpoth · RFA                                                         | 13:33.80 |
| 10.000 metres           | Juha Väätäinen · Finlàndia                                                      | 27:52.80 | Jürgen Haase · RDA                                                        | 27:53.40 | Rashid Sharafetdinov · Unió Soviètica                                        | 27:56.40 |
| 110 m. tanques          | Frank Siebeck · RDA                                                             | 14.00    | Alan Pascoe · Regne Unit                                                  | 14.09    | Lubomír Nádeníček · Txecoslovàquia                                           | 14.30    |
| 400 m. tanques          | Jean-Claude Nallet · França                                                     | 49.20    | Christian Rudolph · RDA                                                   | 49.30    | Dmitriy Stukalov · Unió Soviètica                                            | 50.00    |
| 3000 m. obstacles       | Jean-Paul Villain · França                                                      | 8:25.20  | Dušan Moravčík · Txecoslovàquia                                           | 8:26.20  | Pavel Sysoyev · Unió Soviètica                                               | 8:26.40  |
| relleus 4x100 m. llisos | TxecoslovàquiaLadislav Kříž · Juraj Demeč · Jiří Kynos · Luděk Bohman           | 39.30    | PolòniaGerard Gramse · Tadeusz Cuch · Zenon Nowosz · Marian Dudziak       | 39.70    | ItàliaVincenzo Guerini · Pietro Mennea · Pasqualino Abeti · Ennio Preatoni   | 39.80    |
| relleus 4x400 m. llisos | RFAHorst-Rüdiger Schlöske · Thomas Jordan · Martin Jellinghaus · Hermann Köhler | 3:02.90  | PolòniaAndrzej Badeński · Jan Balachowski · Waldemar Korycki · Jan Werner | 3:03.60  | ItàliaLorenzo Cellerino · Giacomo Puosi · Sergio Bello · Marcello Fiasconaro | 3:04.60  |
| Marató                  | Karel Lismont · Bèlgica                                                         | 2:13:09  | Trevor Wright · Regne Unit                                                | 2:13:59  | Ron Hill · Regne Unit                                                        | 2:14:34  |
| 20 km. marxa            | Nikolay Smaga · Unió Soviètica                                                  | 1:27:20  | Gerhard Sperling · RDA                                                    | 1:27:29  | Paul Nihill · Regne Unit                                                     | 1:27:34  |
| 50 km. marxa            | Veniamin Soldatenko · Unió Soviètica                                            | 4:02:22  | Christoph Höhne · RDA                                                     | 4:04:45  | Peter Selzer · RDA                                                           | 4:06:11  |
| Salt d'alçada           | Kęstutis Šapka · Unió Soviètica                                                 | 2.20     | Csaba Dosa · Romania                                                      | 2.20     | Rustam Akhmetov · Unió Soviètica                                             | 2.20     |
| Salt amb perxa          | Wolfgang Nordwig · RDA                                                          | 5.35     | Kjell Isaksson · Suècia                                                   | 5.30     | Renato Dionisi · Itàlia                                                      | 5.30     |
| Salt de llargada        | Max Klauß · RDA                                                                 | 7.92     | Íhor Ter-Ovanessian · Unió Soviètica                                      | 7.91     | Stanisław Szudrowicz · Polònia                                               | 7.87     |
| Triple salt             | Jörg Drehmel · RDA                                                              | 17.16    | Víktor Sanéiev · Unió Soviètica                                           | 17.10    | Carol Corbu · Romania                                                        | 16.87    |
| Llançament de pes       | Hartmut Briesenick · RDA                                                        | 21.08    | Heinz-Joachim Rothenburg · RDA                                            | 20.47    | Władysław Komar · Polònia                                                    | 20.04    |
| Llançament de disc      | Ludvík Daněk · Txecoslovàquia                                                   | 63.90    | Lothar Milde · RDA                                                        | 61.62    | Géza Fejér · Hongria                                                         | 61.54    |
| Llançament de javelina  | Jānis Lūsis · Unió Soviètica                                                    | 90.68    | Jānis Doniņš · Unió Soviètica                                             | 85.30    | Wolfgang Hanisch · RDA                                                       | 84.22    |
| Llançament de martell   | Uwe Beyer · RFA                                                                 | 72.36    | Reinhard Theimer · RDA                                                    | 71.80    | Anatoliy Bondarchuk · Unió Soviètica                                         | 71.40    |
| Decatló                 | Joachim Kirst · RDA                                                             | 8196     | Lennart Hedmark · Suècia                                                  | 8038     | Hans-Joachim Walde · RFA                                                     | 7951     |

### Categoria femenina
| Prova                  | Or                                                                        | Or         | Plata                                                              | Plata   | Bronze                                                                                       | Bronze  |
| 100 m                  | Renate Stecher · RDA                                                      | 11.40      | Ingrid Mickler · RFA                                               | 11.50   | Elfgard Schittenhelm · RFA                                                                   | 11.50   |
| 200 m                  | Renate Stecher · RDA                                                      | 22.70      | Györgyi Balogh · Hongria                                           | 23.20   | Irena Szewińska · Polònia                                                                    | 23.30   |
| 400 m                  | Helga Seidler · RDA                                                       | 52.10      | Inge Bödding · RFA                                                 | 52.90   | Ingelore Lohse · RDA                                                                         | 52.90   |
| 800 m                  | Vera Nikolić · Iugoslàvia                                                 | 2:00.00    | Pat Lowe · Regne Unit                                              | 2:01.70 | Rosemary Stirling · Regne Unit                                                               | 2:02.10 |
| 1500 m                 | Karin Burneleit · RDA                                                     | 4:09.62 WR | Gunhild Hoffmeister · RDA                                          | 4:10.30 | Ellen Tittel · RFA                                                                           | 4:10.40 |
| 100 m. tanques         | Karin Balzer · RDA                                                        | 12.94      | Annelie Ehrhardt · RDA                                             | 13.00   | Teresa Sukniewicz · Polònia                                                                  | 13.20   |
| relleus 4×100 m llisos | RFAElfgard Schittenhelm · Inge Helten · Annegret Irrgang · Ingrid Mickler | 43.30      | RDAKarin Balzer · Renate Stecher · Petra Vogt · Ellen Stropahl     | 43.60   | Unió SovièticaLyudmila Zharkova · Galina Bukharina · Marina Sidorova · Nadezhda Besfamilnaya | 44.50   |
| relleus 4×400 m llisos | RDARita Kühne · Ingelore Lohse · Helga Seidler · Monika Zehrt             | 3:29.30    | RFAAnette Rückes · Christel Frese · Hildegard Falck · Inge Bödding | 3:33.00 | Unió SovièticaRaissa Nikaronova · Vera Popkova · Nadezhda Kolesnikova · Natalya Chistyakova  | 3:34.10 |
| Salt de llargada       | Ingrid Mickler · RFA                                                      | 6.76       | Meta Antenen · Suïssa                                              | 6.73    | Heide Rosendahl · RFA                                                                        | 6.66    |
| Salt d'alçada          | Ilona Gusenbauer · Àustria                                                | 1.87       | Cornelia Popescu · Romania                                         | 1.85    | Barbara Inkpen · Regne Unit                                                                  | 1.85    |
| Llançament de pes      | Nadezhda Chizhova · Unió Soviètica                                        | 20.16      | Marita Lange · RDA                                                 | 19.25   | Margitta Gummel · RDA                                                                        | 19.22   |
| Llançament de disc     | Faina Melnyk · Unió Soviètica                                             | 64.22      | Liesel Westermann · RFA                                            | 61.68   | Lyudmila Muravyova · Unió Soviètica                                                          | 59.48   |
| Llançament de javelina | Daniela Jaworska · Polònia                                                | 61.00      | Ameli Koloska · RFA                                                | 59.40   | Ruth Fuchs · RDA                                                                             | 59.16   |
| Pentatló               | Heide Rosendahl · RFA                                                     | 4675       | Burglinde Pollak · RDA                                             | 4638    | Margrit Herbst · RDA                                                                         | 4570    |

## Medaller
Seu
| Posició | País           | Or | Plata | Bronze | Total |
| 1       | East Germany   | 13 | 13    | 7      | 33    |
| 2       | Soviet Union   | 9  | 3     | 8      | 20    |
| 3       | West Germany   | 4  | 7     | 5      | 16    |
| 4       | Czechoslovakia | 2  | 1     | 1      | 4     |
| 5       | France         | 2  | 1     | 0      | 3     |
| 6       | Finland        | 2  | 0     | 0      | 2     |
| 7       | Great Britain  | 1  | 3     | 6      | 10    |
| 8       | Poland         | 1  | 3     | 5      | 9     |
| 9       | Italy          | 1  | 1     | 3      | 5     |
| 10      | Austria        | 1  | 0     | 0      | 1     |
| 10      | Belgium        | 1  | 0     | 0      | 1     |
| 10      | Yugoslavia     | 1  | 0     | 0      | 1     |
| 13      | Romania        | 0  | 2     | 1      | 3     |
| 14      | Sweden         | 0  | 2     | 0      | 2     |
| 15      | Hungary        | 0  | 1     | 1      | 2     |
| 16      | Switzerland    | 0  | 1     | 0      | 1     |
| 17      | Greece         | 0  | 0     | 1      | 1     |
|         | Total          | 38 | 38    | 38     | 114   |

## Nacions participants
Hi participaren un total de 857 atletes de 29 nacions diferents.
| - Alemanya Oriental (68) - Alemanya Occidental (88) - Àustria (16) - Bèlgica (16) - Bulgària (12) - Dinamarca (14) - Espanya (16) - Finlàndia (48) | - França (67) - Gibraltar (1) - Grècia (4) - Hongria (42) - Islàndia (3) - Irlanda (9) - Itàlia (47) | - Iugoslàvia (27) - Liechtenstein (1) - Luxemburg (1) - Noruega (30) - Països Baixos (20) - Polònia (65) - Portugal (5) | - Regne Unit (65) - Romania (18) - Suècia (43) - Suïssa (20) - Turquia (9) - Txecoslovàquia (32) - Unió Soviètica (84) |